# Brian Diemer
Brian Lee Diemer (* 10. Oktober 1961 in Grand Rapids) ist ein ehemaliger US-amerikanischer Hindernisläufer.

## Leben
Diemer besuchte die University of Michigan in Ann Arbor und wurde 1983 NCAA-Meister im Hindernislauf. Bei den Leichtathletik-Weltmeisterschaften in Helsinki im selben Jahr erreichte er die Halbfinalrunde. Seinen bedeutendsten sportlichen Erfolg erzielte er bei den Olympischen Spielen 1984 in Los Angeles. In 8,14,06 min gewann er die Bronzemedaille hinter dem Kenianer Julius Korir (8:11,30 min) und dem Franzosen Joseph Mahmoud (8:13,31 min).
Bei den Leichtathletik-Weltmeisterschaften 1987 in Rom belegte Diemer den vierten Rang. Im folgenden Jahr wurde er erstmals US-amerikanischer Meister im Hindernislauf. Weitere Titel folgten 1989, 1990 und 1992. Bei den Olympischen Spielen 1988 in Seoul verpasste er als Siebter seines Halbfinallaufs den Finaleinzug. Dagegen kam er bei den Leichtathletik-Weltmeisterschaften 1991 in Tokio auf den fünften Platz und bei den Olympischen Spielen 1992 in Barcelona auf den siebten Platz.
Bei den Leichtathletik-Weltmeisterschaften 1993 in Stuttgart schied Diemer im Vorlauf aus. Seine letzte internationale Medaille gewann er als Zweiter bei den Panamerikanischen Spielen 1995 in Mar del Plata.
Brian Diemer ist 1,76 m groß und wog in seiner aktiven Zeit 64 kg.

## Bestleistungen
- 3000 m Hindernis: 8:13,16 min, 29. August 1984, Koblenz